# Tỉnh trưởng Chính phủ Nhân dân tỉnh Hồ Nam
Tỉnh trưởng Chính phủ Nhân dân tỉnh Hồ Nam (tiếng Trung: 湖南省人民政府省长, bính âm: Hú Nán shěng rénmín zhèngfǔ shěng zhǎng, Hồ Nam tỉnh Nhân dân Chính phủ Tỉnh trưởng) được bầu cử bởi Đại hội Đại biểu nhân dân tỉnh Hồ Nam, lãnh đạo bởi thành viên của Đảng Cộng sản Trung Quốc. Cán bộ, công chức lãnh đạo, là Tỉnh trưởng Chính phủ Nhân dân tỉnh Hồ Nam có cấp bậc Bộ trưởng, thường là Ủy viên Ủy ban Trung ương Đảng Cộng sản Trung Quốc các khóa. Tỉnh trưởng Chính phủ Nhân dân là lãnh đạo thứ hai của tỉnh, đứng sau Bí thư Tỉnh ủy. Tỉnh trưởng Chính phủ Nhân dân tỉnh Hồ Nam đồng thời là Phó Bí thư Tỉnh ủy tỉnh Hồ Nam.
Trong lịch sử Cộng hòa Nhân dân Trung Hoa, chức vụ Tỉnh trưởng Chính phủ Nhân dân tỉnh Hồ Nam có các tên gọi là Chủ tịch Chính phủ Nhân dân tỉnh Hồ Nam (1949 – 1955), Tỉnh trưởng Ủy ban Nhân dân tỉnh Hồ Nam (1955 – 1967), Chủ nhiệm Ủy ban Quân Giải phóng Nhân dân Trung Quốc Kiểm soát tỉnh Hồ Nam (1967 – 1968), Chủ nhiệm Ủy ban Cách mạng tỉnh Hồ Nam (1968 – 1979), và Tỉnh trưởng Chính phủ Nhân dân tỉnh Hồ Nam (1979 đến nay). Tất cả các tên gọi này dù khác nhau nhưng cùng có ý nghĩa là Thủ trưởng Hành chính tỉnh Hồ Nam, tức nghĩa Tỉnh trưởng Chính phủ Nhân dân tỉnh Hồ Nam hiện nay.
Tỉnh trưởng Chính phủ Nhân dân tỉnh Hồ Nam hiện tại là Mao Vĩ Minh.

## Lịch sử

### Các thủ trưởng đặc biệt
Vào tháng 8 năm 1949, Giải phóng quân Nhân dân Trung Quốc đóng quân tại Hồ Nam và thành lập một chính phủ lâm thời ở tỉnh Hồ Nam. Trong cùng tháng đó, cơ quan được đổi tên thành Ủy ban Quân sự Chính trị tỉnh Hồ Nam. Thủ trưởng đơn vị là Trần Minh Nhân, Thượng tướng Quân Giải phóng Nhân dân Trung Quốc, chỉ huy đơn vị Hồ Nam ba tháng (07 – 09/1949). Thủ trưởng Ủy ban Quân sự Chính trị tỉnh Hồ Nam tiếp theo là Trình Tiềm. Tháng 4 năm 1950, Chính phủ Nhân dân tỉnh Hồ Nam chính thức được thành lập, Vương Thủ Đạo (王首道. 1906 – 1996) được bổ nhiệm làm Chủ tịch Chính phủ Nhân dân tỉnh Hồ Nam cho đến tháng 12 năm 1952, khi Trình Tiềm trở lại, liên tục là Chủ tịch Chính phủ Nhân dân tỉnh Hồ Nam (giai đoạn 1952 – 1955), Tỉnh trưởng Ủy ban Nhân dân tỉnh Hồ Nam (1955 – 1968, khi cơ quan đổi tên thành), là thủ trưởng hành chính tỉnh Hồ Nam 17 năm, cho đến khi qua đời năm 1968 tại Bắc Kinh, 80 tuổi. Trong đó, Vương Thủ Đạo về sau là Phó Chủ tịch Chính Hiệp, Thường vụ Ủy ban Cố vấn Trung ương trước khi nghỉ hưu.

Trình Tiềm (áo đen), được Mao Trạch Đông chèo thuyền nói chuyện năm 1952, khi đang là Chủ tịch Chính phủ Nhân dân tỉnh Hồ Nam.

Các thủ trưởng đầu tiên, Trần Minh Nhân và Trình Tiềm đều có điểm đặc biệt. Trần Minh Nhân (陳明仁. 1903 – 1974) từng là Trung tướng Quân cách mạng Trung Hoa Dân Quốc, đến năm 1949, ông cùng Trình Tiềm đầu hàng và gia nhập Giải phóng quân Nhân dân Trung Quốc, cùng chỉ huy Binh đoàn 21 Giải phóng quân, lãnh đạo nổi dậy ở Trường Sa, Hồ Nam, giao lại Hồ Nam. Trình Tiềm là Đại tướng Trung Hoa Dân Quốc (hàm cao nhất với tên chính thức là Nhất cấp Thượng tướng), dù đầu hàng nhưng ông vẫn là Ủy viên Ủy ban cách mạng Quốc dân đảng Trung Quốc (một đảng tham chính của Đảng Cộng sản Trung Quốc) chi đến khi qua đời. Ông từng chịu nguy hiểm bởi lệnh bắt của Quốc dân Đảng, phải di chuyển tới Bắc Kinh và an toàn. Ông cũng tham gia Đại hội đại biểu Nhân dân toàn quốc (Trung Quốc), giữ chức vụ Phó Ủy viên trưởng Ủy ban Thường vụ Đại hội Đại biểu Nhân dân Toàn quốc, là chức vụ mà ông kiêm nhiệm từ năm 1958 cho đến khi mất. Những năm 1966, khi Đại Cách mạng Văn hóa vô sản diễn ra, ông bị công kích vì không phải là Đảng viên Đảng Cộng sản Trung Quốc, và ông được bảo vệ đặc biệt bởi Chu Ân Lai, không bị ảnh hưởng.

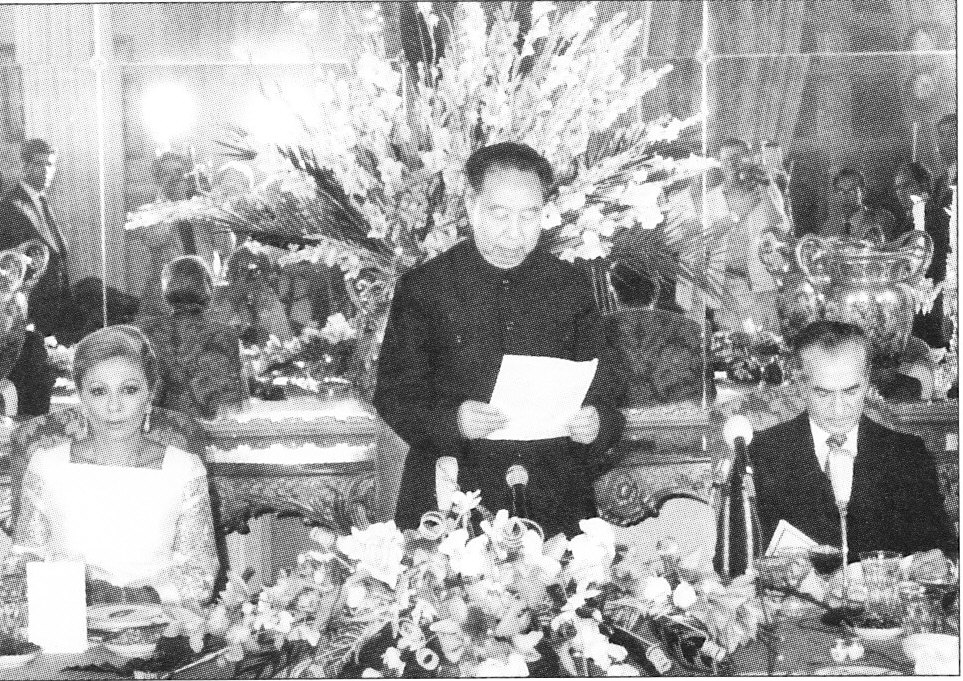
Tổng Bí thư Đảng Cộng sản Trung Quốc, Lãnh tụ Quốc gia Tối cao Hoa Quốc Phong cùng vợ chồng Shah Mohammad Reza Pahlavi (Vua Iran) và Shahbanu Farah Pahlavi (Hoàng hậu Iran) trong buổi gặp gỡ năm 1978.

Vào tháng 4 năm 1968, Ủy ban Nhân dân tỉnh Hồ Nam tổ chức lại thành Ủy ban Cách mạng tỉnh Hồ Nam. Trong cùng tháng, Trình Tiềm qua đời, Thiếu tướng Giải phóng quân Nhân dân Trung Quốc Lê Nguyên (黎原. 1917 – 2008) được điều tới làm Chủ nhiệm Ủy ban Cách mạng tỉnh Hồ Nam (1968 – 1970), rồi kế nhiệm là Hoa Quốc Phong (1970 – 1977), Mao Trí Dụng (毛致用. 1929 – 2019) giai đoạn (1977 – 1979). Trong giai đoạn này, Hoa Quốc Phong (1921 – 2008) lãnh đạo toàn thể Hồ Nam khi là Bí thư Tỉnh ủy tỉnh Hồ Nam kiêm Chủ nhiệm Ủy ban Cách mạng tỉnh Hồ Nam và Bộ trưởng Bộ Công an Trung Quốc. Năm 1976, ông rời Hồ Nam (vẫn là kiêm Chủ nhiệm tỉnh vài tháng năm 1977), tiến về Trung ương, giữ các chức vụ Phó Tổng lý Quốc vụ viện, Phó Chủ tịch Ủy ban Trung ương Đảng Cộng sản Trung Quốc rồi trở thành Chủ tịch Ủy ban Trung ương Đảng Cộng sản Trung Quốc (1976 – 1981), Tổng Bí thư Đảng Cộng sản Trung Quốc (1976 – 1981), Tổng lý Quốc vụ viện Cộng hòa Nhân dân Trung Hoa (1976 – 1980), Chủ tịch Ủy ban Quân sự Trung ương (Trung Quốc), Ủy viên Ban Thường vụ Bộ Chính trị Đảng Cộng sản Trung Quốc (vị trí thứ nhất), là Nhà lãnh đạo Quốc gia Tối cao (1976 – 1978). Ông là nhà lãnh đạo tối cao kế nhiệm Mao Trạch Đông thời kỳ chuyển tiếp, rồi phải lui năm 1980 bởi Đặng Tiểu Bình.

### Từ 1979

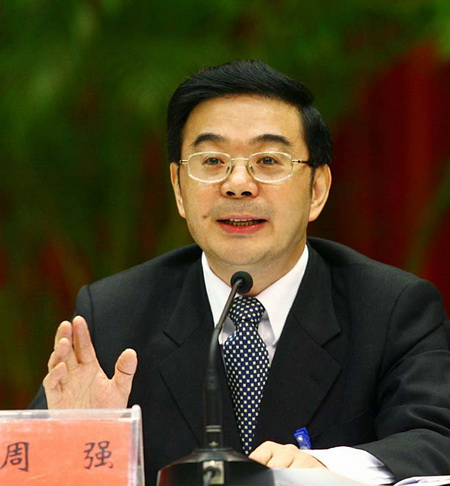
Chu Cường (1960), Chánh án Tòa án Nhân dân Tối cao, cấp Phó Quốc gia, Tỉnh trưởng Hồ Nam 2006 – 2010.

Tháng 12 năm 1979, Ủy ban Cách mạng tỉnh Hồ Nam được giải thể và Chính phủ Nhân dân tỉnh Hồ Nam được tái lập. Từ đó đến năm 2020, các Tỉnh trưởng Chính phủ Nhân dân tỉnh Hồ Nam là Tôn Quốc Trị (孙国治. 1917 – 2005) giai đoạn (1979 – 1983), Lưu Chính (刘正. 1929 – 2006) giai đoạn (1983 – 1985), Hùng Thanh Toàn (熊清泉. 1927) giai đoạn (1985 – 1989), Trần Bang Trụ (陳邦柱. 1934) giai đoạn (1989 – 1995), Dương Chính Ngọ (1995 – 1998), Trữ Ba (1998 – 2001), Trương Vân Xuyên (2001 – 2003), Chu Bá Hoa (2003 – 2006), Chu Cường (2006 – 2010), Từ Thủ Thịnh (2010 – 2013), Đỗ Gia Hào (2013 – 2016), và Hứa Đạt Triết (2016 – nay). Trong đó, Chu Cường, Đỗ Gia Hào, Hứa Đạt Triết đang là Ủy viên Ủy ban Trung ương Đảng Cộng sản Trung Quốc khóa XIX, Đỗ Gia Hào là Bí thư Tỉnh ủy tỉnh Hồ Nam, Hứa Đạt Triết là Tỉnh trưởng Chính phủ Nhân dân tỉnh Hồ Nam đương nhiệm.
Chu Cường là lãnh đạo cao cấp nhất từng là Tỉnh trưởng Chính phủ Nhân dân tỉnh Hồ Nam giai đoạn 1979 – 2020 khi được bầu làm Tỉnh trưởng năm 2006 (46 tuổi). Ông là nhân vật đặc biệt khi kế nhiệm Lý Khắc Cường năm 1998 trở thành Bí thư thứ nhất Trung ương Đoàn Thanh niên, giữ vị trí cấp Chính Tỉnh – Chính Bộ, hàm Bộ trưởng khi mới 38 tuổi. Ông đứng ở hàm Bộ trưởng khi từng là Bí thư Trung ương Đoàn, Tỉnh trưởng Hồ Nam, Bí thư Hồ Nam trong 15 năm 1998 – 2013. Những năm công tác ở Hồ Nam, ông đã tập trung phát triển nền kinh tế hiệu quả cao. Hiện ông đang là Chánh án Toàn án Nhân dân Tối cao, Lãnh đạo cấp Phó Quốc gia.

## Danh sách Tỉnh trưởng Chính phủ Nhân dân tỉnh Hồ Nam
Từ năm 1949 tính đến hiện tại, Chính phủ Nhân dân tỉnh Hồ Nam có 18 Tỉnh trưởng Chính phủ Nhân dân.
| STT                                                     | Tên                                                   | Quê quán                                              | Sinh năm                                              | Nhiệm kỳ                                              | Chức vụ về sau (gồm hiện) | Chức vụ trước, tình trạng                                                                                         |
| Chủ tịch Chính phủ Nhân dân tỉnh Hồ Nam (1949 – 1955)   | Chủ tịch Chính phủ Nhân dân tỉnh Hồ Nam (1949 – 1955) | Chủ tịch Chính phủ Nhân dân tỉnh Hồ Nam (1949 – 1955) | Chủ tịch Chính phủ Nhân dân tỉnh Hồ Nam (1949 – 1955) | Chủ tịch Chính phủ Nhân dân tỉnh Hồ Nam (1949 – 1955) | Chủ tịch Chính phủ Nhân dân tỉnh Hồ Nam (1949 – 1955) | Chủ tịch Chính phủ Nhân dân tỉnh Hồ Nam (1949 – 1955)                                                             |
| ------------------------------------------------------- | ----------------------------------------------------- | ----------------------------------------------------- | ----------------------------------------------------- | ----------------------------------------------------- | --- | --- |
| 1                                                       | Trần Minh Nhân                                        | Lễ Lăng, Hồ Nam                                       | 1903 – 1974                                           | 07/1949 – 09/1949                                     | Thượng tướng Quân Giải phóng Nhân dân Trung Quốc, Nguyên Trung tướng Quân cách mạng Trung Hoa Dân Quốc (chuyển sang Giải phóng quân), Nguyên Ủy viên Thường vụ Hội nghị Hiệp thương Chính trị Nhân dân Trung Quốc. | Qua đời năm 1974 tại Bắc Kinh.                                                                                    |
| 2                                                       | Trình Tiềm                                            | Lễ Lăng, Hồ Nam                                       | 1882 – 1968                                           | 09/1949 – 04/1950                                     | Nguyên Đại tướng Trung Hoa Dân Quốc (sau đó đầu hàng, gia nhập Cộng hòa Nhân dân Trung Hoa), Nguyên Phó Ủy viên trưởng Ủy ban Thường vụ Đại hội Đại biểu Nhân dân Toàn quốc. | Ông từng làm Tỉnh trưởng Hồ Nam 17 năm, ba nhiệm kỳ, nhiệm kỳ đầu. Qua đời năm 1968 tại Hồ Nam.                   |
| 3                                                       | Vương Thủ Đạo                                         | Lưu Dương, Hồ Nam                                     | 1906 - 1996                                           | 04/1950 – 12/1952                                     | Nguyên Phó Chủ tịch Ủy ban Toàn quốc Hội nghị Hiệp thương Chính trị Nhân dân Trung Quốc, Nguyên Ủy viên Ủy ban Cố vấn Trung ương Đảng Cộng sản Trung Quốc, Nguyên Bộ trưởng Bộ Giao thông Trung Quốc. | Lãnh đạo quốc gia, tỉnh trưởng đầu tiên Hồ Nam. Qua đời năm 1992 tại Bắc Kinh.                                    |
| 1                                                       | Trình Tiềm                                            | Lễ Lăng, Hồ Nam                                       | 1882 – 1968                                           | 12/1952 – 01/1955                                     | Đại tướng Trung Hoa Dân Quốc (sau đó đầu hàng, gia nhập Cộng hòa Nhân dân Trung Hoa), Nguyên Phó Ủy viên trưởng Ủy ban Thường vụ Đại hội Đại biểu Nhân dân Toàn quốc. | Ông từng làm Tỉnh trưởng Hồ Nam 17 năm, hai nhiệm kỳ, nhiệm kỳ hai và ba. Qua đời năm 1968 tại Hồ Nam.            |
| Tỉnh trưởng Ủy ban Nhân dân tỉnh Hồ Nam (1955 – 1968)   |                                                       |                                                       |                                                       |                                                       | | |
| 1                                                       | Trình Tiềm                                            | Lễ Lăng, Hồ Nam                                       | 1882 – 1968                                           | 01/1955 – 04/1968                                     | Đại tướng Trung Hoa Dân Quốc (sau đó đầu hàng, gia nhập Cộng hòa Nhân dân Trung Hoa), Nguyên Phó Ủy viên trưởng Ủy ban Thường vụ Đại hội Đại biểu Nhân dân Toàn quốc. | Ông từng làm Tỉnh trưởng Hồ Nam 17 năm, hai nhiệm kỳ, nhiệm kỳ hai và ba. Qua đời năm 1968 tại Hồ Nam.            |
| Chủ nhiệm Ủy ban Cách mạng tỉnh Hồ Nam (1968 – 1979)    |                                                       |                                                       |                                                       |                                                       | | |
| 4                                                       | Lê Nguyên                                             | Tín Dương, Hà Nam                                     | 1917 - 2008                                           | 04/1968 – 05/1970                                     | Thiếu tướng Giải phóng quân Nhân dân Trung Quốc, Nguyên Chủ nhiệm Ủy ban Cách mạng tỉnh Hồ Nam. | Qua đời năm 2008 tại Bắc Kinh.                                                                                    |
| 5                                                       | Hoa Quốc Phong                                        | Giao Thành, Sơn Tây                                   | 1921 – 2008                                           | 05/1970 – 06/1977                                     | Nguyên Nhà lãnh đạo quốc gia tối cao (Trung Quốc) (1976 – 1978), Nguyên Chủ tịch Ủy ban Trung ương Đảng Cộng sản Trung Quốc (1976 – 1981), Nguyên Tổng Bí thư Đảng Cộng sản Trung Quốc (1976 – 1981), Nguyên Tổng lý Quốc vụ viện Cộng hòa Nhân dân Trung Hoa (1976 – 1980), Nguyên Chủ tịch Ủy ban Quân sự Trung ương (Trung Quốc), Nguyên Ủy viên Ban Thường vụ Bộ Chính trị Đảng Cộng sản Trung Quốc (vị trí thứ nhất, bảy, 11), Nguyên Phó Tổng lý Quốc vụ viện, Nguyên Phó Chủ tịch Ủy ban Trung ương Đảng Cộng sản Trung Quốc, Nguyên Bộ trưởng Bộ Công an Cộng hòa Nhân dân Trung Hoa, Nguyên Bí thư Tỉnh ủy tỉnh Hồ Nam | Lãnh đạo Quốc gia Tối cao (1976 – 1978), Qua đời năm 2008 tại Bắc Kinh.                                           |
| 6                                                       | Mao Trí Dụng                                          | Nhạc Dương, Hồ Nam                                    | 1929 - 2019                                           | 06/1977 – 12/1979                                     | Nguyên Phó Chủ tịch Ủy ban Toàn quốc Hội nghị Hiệp thương Chính trị Nhân dân Trung Quốc. Nguyên Bí thư Tỉnh ủy tỉnh Giang Tây. | Qua đời năm 2019 tại Hồ Nam.                                                                                      |
| Tỉnh trưởng Chính phủ Nhân dân tỉnh Hồ Nam (1979 – nay) |                                                       |                                                       |                                                       |                                                       | | |
| 7                                                       | Tôn Quốc Trị                                          | Lai Nguyên, Hồ Nam                                    | 1917 - 2005                                           | 12/1979 – 05/1983                                     | Nguyên Tỉnh trưởng Chính phủ Nhân dân tỉnh Hồ Nam. | Qua đời năm 2005 tại Trường Sa.                                                                                   |
| 8                                                       | Lưu Chính                                             | Trường Sa, Hồ Nam                                     | 1929 - 2006                                           | 05/1983 – 07/1985                                     | Nguyên Tỉnh trưởng Chính phủ Nhân dân tỉnh Hồ Nam. | Mất năm 2006. |
| 9                                                       | Hùng Thanh Toàn                                       | Song Phong, Hồ Nam                                    | 1927 -                                                | 07/1985 – 05/1989                                     | Nguyên Bí thư Tỉnh ủy tỉnh Hồ Nam. | Trước đó là Phó Bí thư Tỉnh uỷ tỉnh Hồ Nam.                                                                       |
| 10                                                      | Trần Bang Trụ                                         | Cửu Giang, Giang Tây                                  | 1934 -                                                | 05/1989 – 01/1995                                     | Nguyên Bộ trưởng Bộ Thương mại Trung Quốc. | Trước đó là Phó Tỉnh trưởng Chính phủ Nhân dân tỉnh Hồ Nam.                                                       |
| 11                                                      | Dương Chính Ngọ                                       | Long Sơn, Hồ Nam                                      | 1941 -                                                | 01/1995 – 09/1998                                     | Nguyên Bí thư Tỉnh ủy tỉnh Hồ Nam, Nguyên Ủy viên Ủy ban Thường vụ Đại hội Đại biểu Nhân dân Toàn quốc Cộng hòa Nhân dân Trung Hoa. | Trước đó là Phó Bí thư Tỉnh uỷ tỉnh Hồ Nam.                                                                       |
| 12                                                      | Trữ Ba                                                | Đồng Thành, An Huy                                    | 1944 -                                                | 09/1998 – 08/2001                                     | Nguyên Bí thư Khu ủy Khu tự trị Nội Mông Cổ, Nguyên Bí thư thứ nhất Đảng ủy Quân khu Nội Mông Cổ. | Trước đó là Phó Bí thư Tỉnh uỷ tỉnh Hồ Nam.                                                                       |
| 13                                                      | Trương Vân Xuyên                                      | Đông Dương, Chiết Giang                               | 1946 -                                                | 08/2001 – 03/2003                                     | Nguyên Bí thư Tỉnh ủy tỉnh Hà Bắc, Nguyên Chủ nhiệm Ủy ban Công nghiệp Khoa học Kỹ thuật Quốc phòng Trung Quốc. | Trước đó là Bí thư Thành ủy Trường Sa.                                                                            |
| 14                                                      | Chu Bá Hoa                                            | Tương Đàm, Hồ Nam                                     | 1948 -                                                | 03/2003 – 09/2006                                     | Nguyên Tổng cục trưởng Tổng cục Quản lý Hành chính Công thương Quốc gia Trung Quốc, Nguyên Chủ nhiệm Ủy ban Kinh tế Ủy ban Toàn quốc Hội nghị Hiệp thương Chính trị Nhân dân Trung Quốc. | Trước đó là Phó Bí thư Tỉnh uỷ tỉnh Hồ Nam.                                                                       |
| 15                                                      | Chu Cường                                             | Hoàng Mai, Hồ Bắc                                     | 1960 -                                                | 09/2006 – 06/2010                                     | Ủy viên Ủy ban Trung ương Đảng Cộng sản Trung Quốc khóa XIX, Chánh án Tòa án Nhân dân Tối cao (Cộng hòa Nhân dân Trung Hoa), nguyên Bí thư Tỉnh ủy tỉnh Hồ Nam, nguyên Bí thư thứ nhất Ban Bí thư Trung ương Đoàn Thanh niên Cộng sản Trung Quốc. | Lãnh đạo cấp Phó Quốc gia. Trước đó là Bí thư thứ nhất Ban Bí thư Trung ương Đoàn Thanh niên Cộng sản Trung Quốc. |
| 16                                                      | Từ Thủ Thịnh                                          | Như Đông, Giang Tô                                    | 1953 -                                                | 06/2010 – 04/2013                                     | Nguyên Bí thư Tỉnh ủy tỉnh Hồ Nam, Nguyên Tỉnh trưởng Chính phủ Nhân dân tỉnh Cam Túc. | Tỉnh trưởng Chính phủ Nhân dân tỉnh Cam Túc                                                                       |
| 17                                                      | Đỗ Gia Hào                                            | Thượng Hải                                            | 1955 -                                                | 04/2013 – 09/2016                                     | Ủy viên Ủy ban Trung ương Đảng Cộng sản Trung Quốc khóa XIX, Bí thư Tỉnh ủy tỉnh Hồ Nam, Chủ nhiệm Ủy ban Thường vụ Đại hội Đại biểu Nhân dân tỉnh Hồ Nam. | Trước đó là Phó Bí thư Tỉnh uỷ tỉnh Hắc Long Giang.                                                               |
| 18                                                      | Hứa Đạt Triết                                         | Nam Xương, Giang Tây                                  | 1956 -                                                | 09/2016 – 11/2020                                     | Ủy viên Ủy ban Trung ương Đảng Cộng sản Trung Quốc khóa XIX, Bí thư Tỉnh ủy tỉnh Hồ Nam. | Trước đó là Thứ trưởng Bộ Công nghiệp và Công nghệ thông tin Trung Quốc.                                          |
| 19                                                      | Mao Vĩ Minh                                           | Cù Châu, Chiết Giang                                  | 1961                                                  | 11/2020                                               | Ủy viên dự khuyết Ủy ban Trung ương Đảng Cộng sản Trung Quốc khóa XIX, Phó Bí thư Tỉnh ủy tỉnh Hồ Nam, Tỉnh trưởng Chính phủ Nhân dân tỉnh Hồ Nam. | Chủ tịch Tập đoàn lưới điện Trung Quốc.                                                                           |

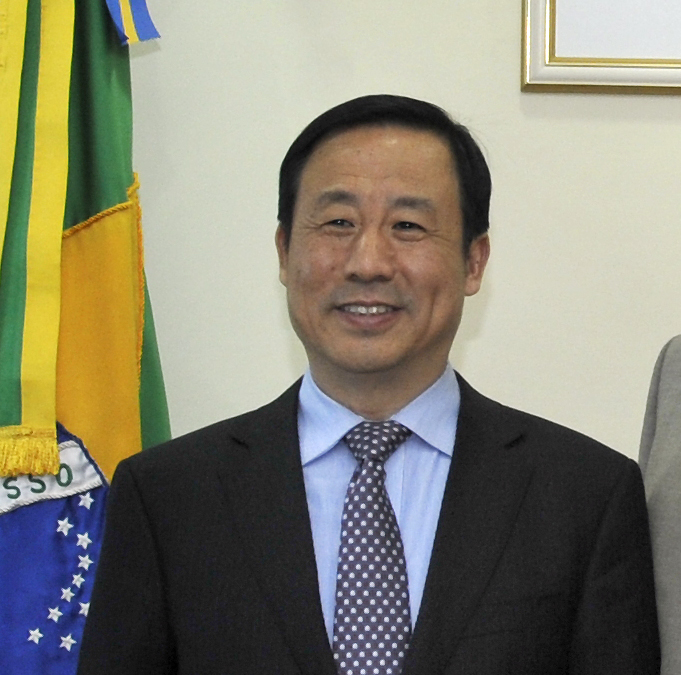
Hứa Đạt Triết (1956), Ủy viên Ủy ban Trung ương Đảng Cộng sản Trung Quốc khóa XIX, Tỉnh trưởng Chính phủ Nhân dân tỉnh Hồ Nam (2016 – 2020).
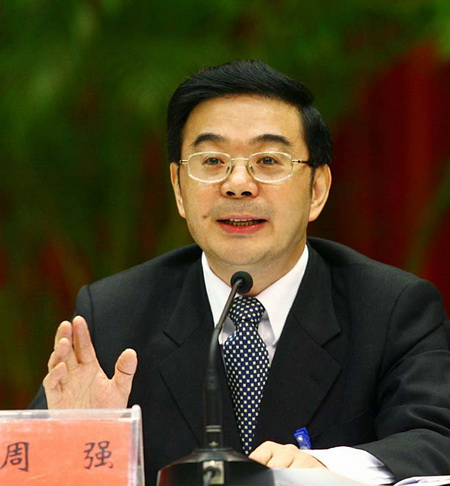
Chu Cường (1960 -), Chánh án Tòa án Nhân dân Tối cao (Cộng hòa Nhân dân Trung Hoa), nguyên Bí thư Tỉnh ủy tỉnh Hồ Nam, nguyên Tỉnh trưởng Chính phủ Nhân dân tỉnh Hồ Nam (2006 – 2010).
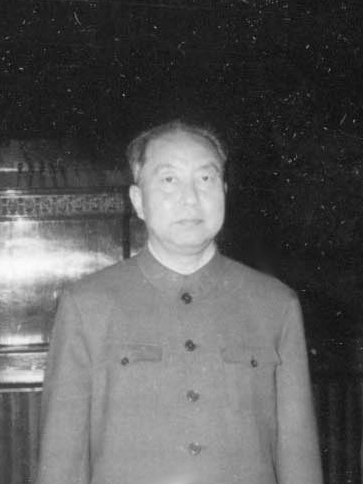
Hoa Quốc Phong (1921 – 2008), nguyên Nhà lãnh đạo quốc gia tối cao (Trung Quốc) (1976 – 1978), nguyên Chủ tịch Ủy ban Trung ương Đảng Cộng sản Trung Quốc, nguyên Tổng lý Quốc vụ viện Cộng hòa Nhân dân Trung Hoa, nguyên Chủ tịch Ủy ban Quân sự Trung ương (Trung Quốc), nguyên Chủ nhiệm Ủy ban Cách mạng tỉnh Hồ Nam (1970 – 1977).
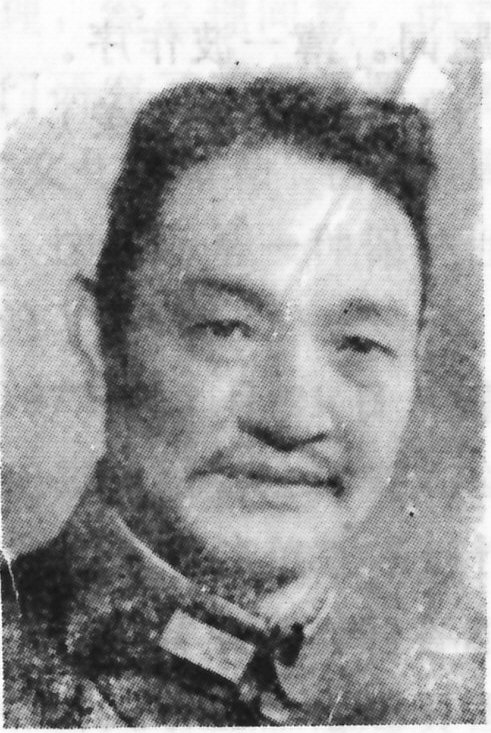
Trình Tiềm (1882 – 1968), Đại tướng Trung Hoa Dân Quốc (gia nhập Cộng hòa Nhân Dân Trung Hoa), nguyên Chủ tịch Chính phủ Nhân dân tỉnh Hồ Nam (1949 – 1950), Tỉnh trưởng Ủy ban Nhân dân tỉnh Hồ Nam (1952 – 1955, 1955 – 1967), Chủ nhiệm Ủy ban Quân Giải phóng Nhân dân Trung Quốc Kiểm soát tỉnh Hồ Nam (1967 – 1968.
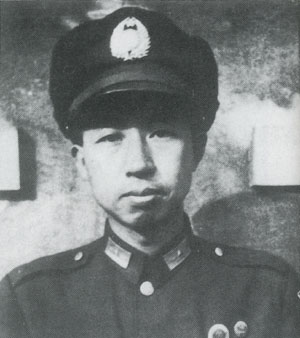
Vương Thủ Đạo (1906 – 1996), nguyên Tỉnh trưởng Ủy ban Nhân dân tỉnh Hồ Nam (1950 – 1952).
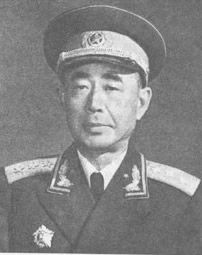
Trần Minh Nhân (1903 – 1974), nguyên Trung tướng Quân Cách mạng Trung Hoa Dân Quốc (sau đó chuyển sang Giải phóng quân), Thượng tướng Quân Giải phóng Nhân dân Trung Quốc, nguyên Chủ tịch Chính phủ Nhân dân tỉnh Hồ Nam (1949).

## Tên gọi khác của chức vụ Tỉnh trưởng Chính phủ Nhân dân

#### Chủ tịch Chính phủ Nhân dân tỉnh Hồ Nam (1949 – 1955)

Hồ Nam

- Trần Minh Nhân, Thượng tướng Quân Giải phóng Nhân dân Trung Quốc, nguyên Chủ tịch Chính phủ Nhân dân tỉnh Hồ Nam (1949).
- Trình Tiềm, nguyên Đại tướng Trung Hoa Dân Quốc, nguyên Chủ tịch Chính phủ Nhân dân tỉnh Hồ Nam (1949 – 1950), (1952 – 1955).
- Vương Thủ Đạo, nguyên Chủ tịch Chính phủ Nhân dân tỉnh Hồ Nam (1950 – 1952).

#### Tỉnh trưởng Ủy ban Nhân dân tỉnh Hồ Nam (1955 – 1967)
- Trình Tiềm, nguyên Đại tướng Trung Hoa Dân Quốc, nguyên Chủ tịch Chính phủ Nhân dân tỉnh Hồ Nam (1955 – 1967).

#### Chủ nhiệm Ủy ban Quân Giải phóng Nhân dân Trung Quốc Kiểm soát tỉnh Hồ Nam (1967 – 1968)
- Trình Tiềm, nguyên Đại tướng Trung Hoa Dân Quốc, nguyên Chủ tịch Chính phủ Nhân dân tỉnh Hồ Nam (1967 – 1968).

#### Chủ nhiệm Ủy ban Cách mạng tỉnh Hồ Nam (1968 – 1979)
- Lê Nguyên, Thiếu tướng Giải phóng quân Nhân dân Trung Quốc, nguyên Chủ nhiệm Ủy ban Cách mạng tỉnh Hồ Nam (1968 – 1970).
- Hoa Quốc Phong, nguyên Nhà lãnh đạo quốc gia tối cao (Trung Quốc), nguyên Chủ nhiệm Ủy ban Cách mạng tỉnh Hồ Nam (1970 – 1977).
- Mao Trí Dụng, nguyên Chủ nhiệm Ủy ban Cách mạng tỉnh Hồ Nam (1977 – 1979).

## Các lãnh đạo quốc gia Trung Quốc từng là Tỉnh trưởng Chính phủ Nhân dân tỉnh Hồ Nam

Bản đồ Hồ Nam

Trong quãng thời gian từ năm 1949 đến nay, Chính phủ Nhân dân tỉnh Hồ Nam có một Nhà lãnh đạo quốc gia tối cao (Trung Quốc) từng làm Tỉnh trưởng Chính phủ Nhân dân từ năm 1970 – 1977. Đó là Hoa Quốc Phong.
- Hoa Quốc Phong (1921 – 2008), nguyên Nhà lãnh đạo quốc gia tối cao (Trung Quốc) (1976 – 1978), nguyên Chủ tịch Ủy ban Trung ương Đảng Cộng sản Trung Quốc (1976 – 1981), nguyên Tổng Bí thư Đảng Cộng sản Trung Quốc (1976 – 1981), nguyên Tổng lý Quốc vụ viện Cộng hòa Nhân dân Trung Hoa (1976 – 1980), nguyên Chủ tịch Ủy ban Quân sự Trung ương (Trung Quốc), nguyên Ủy viên Ban Thường vụ Bộ Chính trị Đảng Cộng sản Trung Quốc (vị trí thứ nhất, bảy, 11), nguyên Phó Tổng lý Quốc vụ viện, nguyên Phó Chủ tịch Ủy ban Trung ương Đảng Cộng sản Trung Quốc, nguyên Bộ trưởng Bộ Công an Cộng hòa Nhân dân Trung Hoa.

Ông trở thành lãnh tụ tối cao ngay sau khi Mao Trạch Đông qua đời năm 1978, ông nhanh chóng đánh cổ Tứ nhân bang khỏi các vị trí quyền lực chính trị và vì thế trở thành nhà lãnh đạo đánh dấu sự chấm dứt cuộc Cách mạng Văn hóa. Chương trình kinh tế và chính trị của ông theo kiểu Xô viết và tái theo đuổi từ trước cuộc Đại nhảy vọt. Mặc dù chức vụ trên danh nghĩa là lãnh tụ tối cao Trung Quốc thời điểm đó, nhưng trên thực tế, lãnh đạo tối cao của đất nước giai đoạn này là Đặng Tiểu Bình. Ông sau đó dần mất vị trì bởi Đặng Tiểu Bình, năm 1978 rút khỏi lãnh đạo tối cao.
Trong những năm ban đầu thành lập nhà nước Cộng hòa Nhân Dân Trung Hoa, chức vụ Tỉnh trưởng Chính phủ Nhân dân tỉnh Hồ Nam có sự đặc biệt, ở chỗ hai vị thủ trưởng hành chính đầu tiên của tỉnh đều từng là Tướng quân Trung Hoa Dân Quốc (1912–1949), không phải Đảng viên Đảng Cộng sản Trung Quốc, đầu hàng và chuyển qua Cộng hòa Nhân Dân Trung Hoa. Hai vị đó là:
- Trần Minh Nhân (1903 – 1974), Thượng tướng Quân Giải phóng Nhân dân Trung Quốc, Nguyên Trung tướng Quân cách mạng Trung Hoa Dân Quốc (chuyển sang Giải phóng quân).
- Trình Tiềm (1882 – 1968), nguyên Đại tướng Trung Hoa Dân Quốc (sau đó đầu hàng, gia nhập Cộng hòa Nhân dân Trung Hoa), làm Tỉnh trưởng Hồ Nam 17 năm.